# Nyponskål
Nyponskål (Tapesia rosae) är en svampart som först beskrevs av Christiaan Hendrik Persoon, och fick sitt nu gällande namn av Karl Wilhelm Gottlieb Leopold Fuckel 1870. Tapesia rosae ingår i släktet Tapesia, ordningen disksvampar, klassen Leotiomycetes, divisionen sporsäcksvampar och riket svampar.  Utöver nominatformen finns också underarten prunicola.
I den svenska databasen Dyntaxa används istället namnet Mollisia rosae för samma taxon.  Arten är reproducerande i Sverige.